# Kom toch gauw weer terug
Kom toch gauw weer terug is een single van John Horton. Het was zijn zesde hitsingle in België/Vlaanderen. In Nederland had Horton weinig tot geen succes. Het lied is een cover van het lied La Paloma ade uit 1863 van de Spaanse componist Sebastián Iradier dat in 1973 al succesvol door Mireille Mathieu was vertolkt. De tekst werd geschreven door Eddy Govert die ook voor Paul Severs schreef. Het plaatje werd uitgegeven door CBS Records met een opdruk van 'Start', het productiebedrijf van Sylvain Tack, die tevens voor airplay kon zorgen op zijn zender Mi Amigo.
Jo Vally zong het later ook op zijn album Nostalgie (2005).

## Hitnotering

### BelgischeBRT Top 30
| Hitnotering: 16-3-1974 t/m 26-4-1974 | Hitnotering: 16-3-1974 t/m 26-4-1974 | Hitnotering: 16-3-1974 t/m 26-4-1974 | Hitnotering: 16-3-1974 t/m 26-4-1974 | Hitnotering: 16-3-1974 t/m 26-4-1974 | Hitnotering: 16-3-1974 t/m 26-4-1974 | Hitnotering: 16-3-1974 t/m 26-4-1974 | Hitnotering: 16-3-1974 t/m 26-4-1974 |
| Week:                                | 1                                    | 2                                    |                                      | 3                                    |                                      | 4                                    |                                      |
| ------------------------------------ | ------------------------------------ | ------------------------------------ | ------------------------------------ | ------------------------------------ | ------------------------------------ | ------------------------------------ | ------------------------------------ |
| Positie:                             | 28                                   | 19                                   | x                                    | 19                                   | x                                    | 27                                   | uit                                  |